# Trifelsstraße (Annweiler)
Die Trifelsstraße ist eine Straße innerhalb von Annweiler am Trifels, die hauptsächlich touristischen Zwecken dient und bis zur namensgebenden Reichsburg Trifels führt.

## Verlauf
Die Straße beginnt am westlichen Rand des Siedlungsgebiets der Annweilerer Kernstadt und verlässt dieses nach rund hundert Metern. Sie verläuft danach unter anderem entlang des Nordosthanges des Ebersberg und passiert die Trifelsruhe. Etwas weiter östlich befindet sich auf Höhe des Asselsteins samt Klettererhütte ein Wanderparkplatz. Südlich erstreckt sich dort der Rehberg; unweit der Straße liegt die Rehbergquelle. Noch weiter südlich erhebt sich der Kleine Hahnstein. Danach verläuft die Trifelsstraße oberhalb von Bindersbach. Ganz im Osten verläuft sie als Einbahnstraße geführt in einer großen Schleife um den Scharfenberg herum. Im Bereich der Gabelung steht der Ritterstein 221, der die Aufschrift Am Windhof trägt. Innerhalb dieser Schlaufe auf Höhe des Bergsattels Schlossäcker befindet sich außerdem der zu Annweiler gehörende  Wohnplatz Burghotel auf den Schloßäckern. Westlich davon erstreckt sich der Sonnenberg mit der Reichsburg Trifels.

## Besonderheiten
Während ihres gesamten Verlaufs ist sie Teil der Kreisstraße 2. Die von der Queichtal Nahverkehrsgesellschaft betriebene Buslinie 527 beginnt am Bahnhof Annweiler am Trifels und fährt entlang der Trifelsstraße bis zur Reichsburg Trifels; sie dient ausschließlich touristischen Zwecken. Im Bereich der Klettererhütte wird die Straße vom Fernwanderweg Staudernheim–Soultz-sous-Forêts gekreuzt und weiter östlich vom Pfälzer Keschdeweg.
Obwohl es sich im engeren Sinne um eine Innerortsstraße von Annweiler handelt, berührt sie die Gemarkung weiterer benachbarter Ortsgemeinden. Im Einzugsgebiet des Rehberg führt sie über das Gebiet von Waldrohrbach und im äußersten Osten über das von Leinsweiler. In beiden Fällen verläuft sie jedoch weitab von deren Siedlungsgebiet.